# Miguel Courtois
Miguel Courtois-Paternina (París, 1960) és un director de cinema hispano-francès.

## Biografia
Miguel Courtois-Paternina neix en París el 1960, de pare francès i mare espanyola. Primer va ser professor de filosofia, però en 1982 va començar com a fotògraf de moda i va arribar a ser un gran reporter per a l'agència de premsa Sygma.
Va començar la seva carrera com a director amb l'estrena de la seva primera pel·lícula Preuve d'amour protagonitzada per Gérard Darmon i Anaïs Jeanneret el 1987.
Des de llavors Miguel Courtois-Paternina treballa per al cinema i la televisió francesa realitzant i creant nombrosos pel·lícules i sèries com Le Crim' (1999) i Le Lycée, el 2000, per la qual va rebre el premi de millor sèrie al Festival de Saint-Tropez.
Va dirigir la seva primera pel·lícula espanyola El Lobo el 2004, protagonitzada per Eduardo Noriega, José Coronado, Mélanie Doutey i Patrick Bruel. La pel·lícula va vendre 2.500.000 entrades i va guanyar dues Goya (de cinc nominacions) i nombrosos altres premis internacionals.
Va continuar treballant a Espanya amb la pel·lícula GAL el 2006, i el documental 11-M, historia de un atentado el 2005.
El 2010 va rodar parcialment en Kabul un telefilm que tractava del conflicte afganès: Le piège afghan, amb: Marie-Jose Croze i Samuel Le Bihan. EL 2012 va dirigir a Colòmbia la pel·lícula Operación E, amb Luis Tosar i Martina García.
El 2014 va rodar un retrat del rei Joan Carles I d'Espanya. Per a l'ocasió, es va entrevistar durant més de cinc hores amb el monarca.

## Filmografia

### Cinema
- 2012: Operación E
- 2008: Skate or Die
- 2006: GAL
- 2004: El Lobo
- 2001: Un Ange,
- 1998: Une journée de merde
- 1986: Preuve d'amour

### Televisió
- 2016 : La grande marche, telefilm
- 2015 : Au revoir... et à bientôt !,
- 2015: Yo, Juan Carlos I, rey de España (documental)
- 2014 : Résistance, sèrie
- 2010: Le Piège afghan documental
- 2009: Où es-tu ?
- 2005: 11M, historia de un atentado (documental)
- 2005: Seconde chance
- 2002: Brigade des mineurs
- 2000: Le Lycée
- 1999: La Crim'
- 1997: La Spirale
- 1997: La Bastide blanche
- 1996: La vie avant tout
- 1993: Le cri coupé
- 1992: Leïla née en France